# 経済的自決
経済的自決（けいざいてきじけつ、英：economic self-determination）・経済的自決権（けいざいてきじけつけん、英：the right to economic self-determination）とは、新興諸国の経済的自立と発展の必要性を主張する考えである。
国際連合における自決権の確立過程を経て、西欧列強の植民地であった国々は、独立達成・主権国家との自由な連合・主権国家への統合を通して外的自決を達成した。しかしこれらの新独立国が置かれている経済状態は、植民地時代の経済構造をそのまま引き継いだものが圧倒的に多く、貴重な外貨獲得のための手段である輸出産品の生産の権利を先進資本主義諸国などによって握られている「新植民地主義」的な状況に陥っていた。
このように途上国は政治的独立を達成したあとも、natonal economic systemへの体制転換が遅れたことを背景として、従来の従属的な経済体制から自律的な経済体制への体制転換を求め、経済的自決権を主張するようになったのである。

## 天然の冨と資源に対する恒久的主権
「経済的自決」の主張の中での中核的概念として提示されてきたのが、「天然の富と資源に対する恒久的主権」（てんねんのとみとしげんにたいするこうきゅうてきしゅけん、英：the permanent sovereignty over natural wealth and resources）であり、これは自国の天然資源を開発する主権的権利と解される。もしくは、人民や民族はもとから住んでいる地域内に存在する「天然の冨と資源」の「主権者」であって、自己の生存を保持するために、他に妨げられず、それを開発・利用する生来的な権利を持っているという主張と把握されることもある。

### 天然の富と資源を自由に開発する権利決議(1952)
天然の富と資源に対する恒久的主権の問題は、「経済発展及び通商協定」に関する決議にて初めて取り上げられ、低開発諸国は彼らの天然資源の用途を自由の決定する権利を有することが考慮されていた。
経済的自決の問題が主題とされた最初の決議とされているのは、「天然の富と資源を自由に開発する権利」の決議である。討議では、はじめにウルグアイが、天然の富を国有化し、自由に開発する権利を経済的独立の本質的要素として尊重する案を出したものの、スウェーデンやフィンランドから「国際協力を謳う国際連合憲章第55条の精神に反する」「政治経済的相互依存が進みつつある国際社会において、国際協力を阻害するものだ」等の批判を受けた。そこで、ウルグアイ・ボリビアが共同でウルグアイ案から「国有化」という言葉を除き、更には「相互理解や国際協力を害する行動を差し控える」旨の文言を追加した案を提出した。
西側諸国はこの案の採択を妨げようと討議の延期を画策したが、インド案の「自由な開発権の行使にあたって、相互理解と経済的な国際協力の必要性に適切な考慮を払う」が採択され、初めて開発権を確認した国連の決議となった。

### 国際人権規約草案共通第一条の議論(1952・1955)
1952年と1955年における国際人権規約草案共通第1条の議論では、チリ案を巡って激しい意見の対立が生じた。
チリは人権委員会第8会期(1952)にて、「人民の自決権は天然の富と資源に対する恒久的主権を含み、いかなる理由でも奪われることはない」ことを謳った案を提出し、「ラテンアメリカ諸国の多くは天然資源に対して完全な主権を有しておらず、外国資本は専ら自らの利益を追求している」と主張した。ただこの条項は、外国の私企業と国家の関係を調整することが目的とされていた。
しかし、先進資本主義諸国からは「国際協力を妨げる」、「国家は条約や契約で何らかの制限を受けるので『恒久的主権』という文言は不適当」であるとの非難が相次いだ。一方でAA諸国や社会主義諸国からは「政治的主権は経済的主権を奪われていては無価値になるので、チリの主権解釈は正しい」、「『恒久的主権』はあくまで時間的概念で無限ということ」といった肯定的な意見が見られた。最終的にチリ案は採択され、第1条の3項に付記された。
3年後の第10回国連総会(1955)でも、同様の対立が見られたことから、Working Groupは第1条の再検討を行った。これも先進資本主義諸国からの反対を受けたが、最終的に採択された。
なお、その後「国際人権規約」にて天然の富と資源に対する恒久的主権に関する条項が盛り込まれたものの、上記のチリ案に存在した「恒久的主権」という文言が無くなっていることは、先進資本主義諸国の反対を考慮した結果ということができる。

### 天然資源に対する恒久的主権決議(1962・1966・1973)
天然資源に対する恒久的主権の決議は、経済的自決権のみならず、コンセッションに関する規定（国有化規律法）までをも含む非常に広範な内容の決議となった。

#### 国際連合総会決議1803(XVII)への道程(1959-1962)
第13回国連総会第3委員会にて決議が採択されたことで、「恒久的主権委員会」(天然資源に対する恒久的主権に関する国連委員会)は、天然の富と資源に対する人民と民族の恒久的主権の現状についての調査を行うことが定まった。

##### 「恒久的主権委員会」第1会期(1959)・第2会期(1960)
国際連合事務局は恒久的主権委員会の研究に資するべく、研究資料を作成していた。第1会期と第2会期ではその資料に対して諸国の意見が戦わされた。
第1会期では、その研究資料に関する予備報告がなされた。国連事務局は、研究資料について天然資源の所有や使用を規制する国内法や国際協定を中心とするという見解を示した。資本主義諸国は、この報告に満足したものの、ソ連・アラブ連合等は、法的側面のみならず事実的側面からも研究がなされるべきことを主張した。
　第2会期では、第1会期での各国の主張を基に国連事務局が作成した予備研究「天然の富と資源に対する恒久的主権の現状」が提出され、予備研究にどのような追加資料が設けられるべきかが議論された。この議論の中で主権と国際協力の関係について、意見の対立の萌芽が見られた。先進資本主義諸国とチリは、天然資源に対する諸国の主権を守ることで外国投資を妨げることになるかもしれないと主張したが、ソ連とアラブ連合は経済発展のための国際協力は、当事国の平等と主権の尊重に基かねばならないことを訴えたのである。

##### 「恒久的主権委員会」第3会期(1961)
第2会期で出た必要な追加資料に関する見解を踏まえ、国連事務局は予備研究の改訂版を提出したが、ソ連・アラブ連合側は取り上げられていない追加提案がありこの改訂版に不満足であった。一方先進資本主義諸国は、希望の全てに答えられている完全なものであるとの評価を下した。
続いて「恒久的主権委員会」にて、天然の富と資源に対する恒久的主権の強化のための議論が繰り広げられたが、そこでの焦点は「国有化の問題」であった。議場にはソ連案とチリ案が提出された。ソ連案は、国有化その他の主権を守るための手段を妨げられず行う権利を強調する一方、チリ案は受け入れた外資の保護や国有化の際の公益原則と適当な補償など国際協力の促進を強調していた。最終的にチリ案にソ連の一部修正案と、アラブ連合とカザフスタンの「適当な補償(appropriate compensation)」を「適当な時と所において十分な補償(adequate compensation when and where)」とする修正案を盛り込んだチリ案が可決された。

##### 第17回国際連合総会第2委員会と本会議(1962)
国際連合総会第2委員会において、主に3つが提案された。1つ目の案は、アメリカとイギリス案の共同提案であり、「自由に締結された投資協定を誠実に遵守すること」と「補償に関する紛争を当時間の協定により仲裁裁判や国際司法裁判所に付託すること」が明記されていた。2つ目の案のソ連案は、国有化を妨げられず行う権利の確認し、補償は国内法に従うことを謳うものだった。3つ目はアルジェリア案であり、これはアメリカとイギリス案に対する修正案であった。この草案には「 かつての植民地の完全な主権の獲得以前に得られた『既得権』は主権国家間において再検討されなければならない」と書いてあったが、当時ILCにおいて国家承継の問題は審議中であったため、深くは検討されず「既得権に関していかなる加盟国の地位も害するものではない」と修正され、アメリカとイギリスの共同提案に盛り込まれた。決議草案にはアメリカとイギリスの共同修正案とソ連案の一部規定がそれぞれ盛り込まれ採択された。
そして国際連合総会本会議では、第2委員会での決議草案が若干修正され、最終決議が採択された。これが「天然の富と資源に対する恒久的主権」の決議(1962)である。